# Sofie (robot)

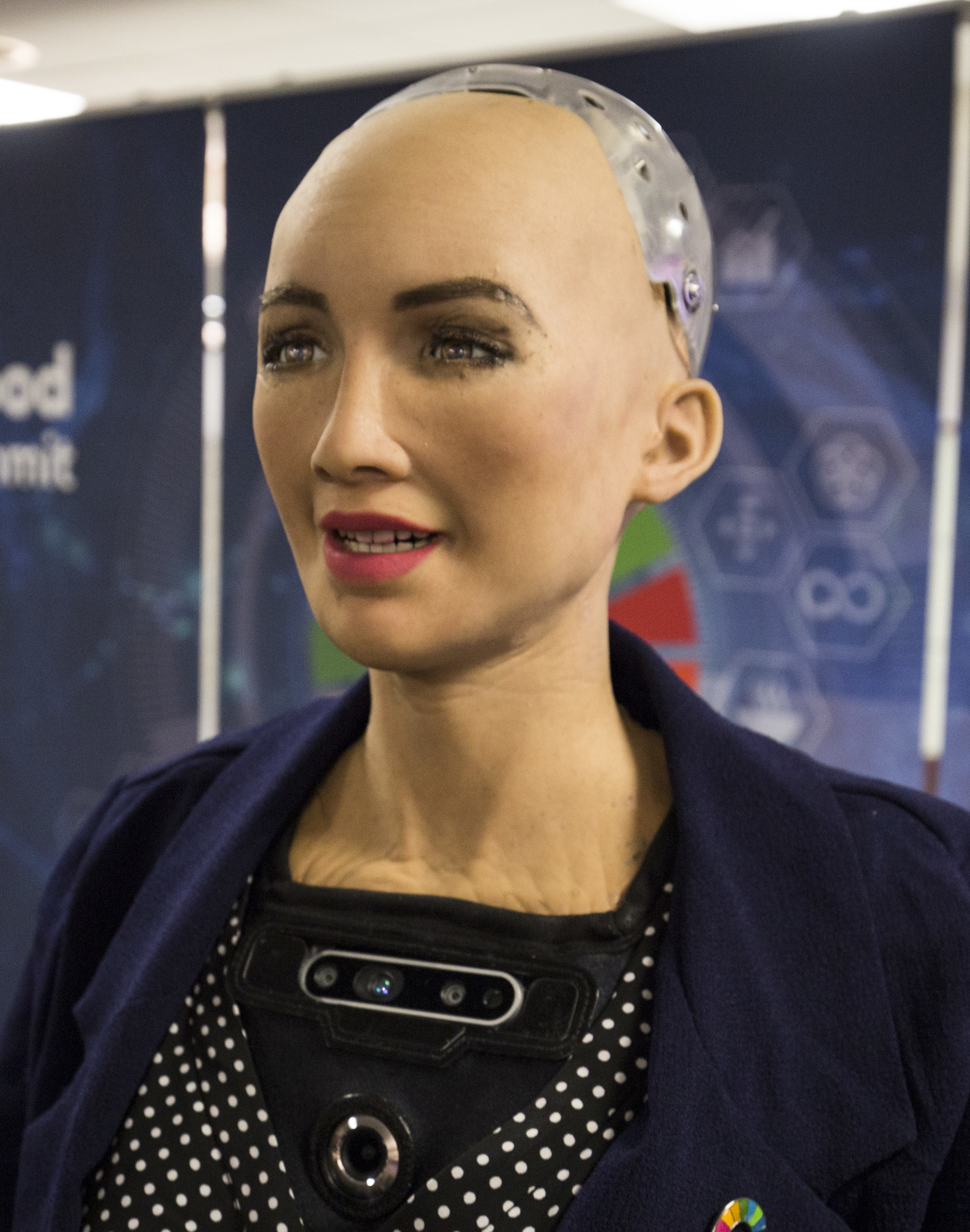
Sofia mluvící na akci AI for Good

Sofie je humanoidní robot vyvinutý hongkongskou společností Hanson Robotics. Poprvé byl aktivován dne 17. února 2016 a velmi rychle si získal mezinárodní popularitu nejen pro svůj člověku podobný vzhled, ale také díky svému chování, které se výrazně liší od starších robotů.
Podle zakladatele a CEO Hanson Robotics, Davida Hansona, patří Sofie do nižší kategorie (obecné) umělé inteligence (anglicky ANI, narrow-AI) a učí se zejména díky vizuálnímu zpracování dat a rozpoznávání obličeje. Také napodobuje lidská gesta a výrazy obličeje, je schopna odpovídat na řadu otázek a vést konverzace v předem definovaných tématech (např. o počasí, o robotech).

## Události
Zprávy o Sofii se objevily v řadě časopisů, jako je Elle, a televizním vysílání. Dne 11. října 2017 byla Sofie představena Spojeným Národům v rámci krátkého rozhovoru s náměstkem generálního tajemníka, Amina J. Mohammedem.
25. října 2017 získala Sofie saúdskoarabské občanství, a stala se tak vůbec prvním robotem, který má státní příslušnost.

## Trivia
Vzorem pro tvář Sofie byla britská herečka Audrey Hepburn.

## Kritika
Sofie je prezentována jako pokročilý robot, bývá rozporuplně prezentována jako nejinteligentnější robot a hodnocena jako obyčejný chatbot.